# Raymond Redel
Raymond Redel, né Redl et mort à une date indéterminée, est un footballeur autrichien ayant joué au poste de demi dans les années 1930.

## Biographie
Raymond Redel fait partie des nombreux joueurs de l'Est de l'Europe venus jouer pendant l'entre-deux-guerres dans le championnat de France professionnel mis en place en 1932.
Il arrive en France en 1932. Il joue pendant trois saisons en première division au Sporting Club fivois, avec qui il devient vice-champion de France en 1934. Redel a disputé en tout au moins 21 matchs de première division.
L'Amiens AC le recrute pour la saison 1935-1936, en deuxième division. Il dispute les cinq premiers matchs de championnat au poste de demi droit avant d'être remplacé par Jean Cardon. Il ne prend part par la suite plus qu'à trois matchs, dont deux de Coupe de France
. Son contrat est alors résilié avant la fin de la saison, pour cause de « lymphatisme malgré une science certaine ».
Il est alors recruté par le Cercle athlétique de Paris où il dispute la saison 1936-1937 avant de quitter la France.

## Statistiques
| Saison     | Club       | Championnat | Championnat | Championnat | Coupe(s) nationale(s) | Coupe(s) nationale(s) | Total | Total |
| Saison     | Club       | Division    | M.          | B.          | M.                    | B.                    | M.    | B.    |
| 1932-1933  | SC Fives   | 1           | +6          |             |                       |                       | 6     | 0     |
| 1933-1934  | SC Fives   | 1           | +15         |             |                       |                       | 15    | 0     |
| 1934-1935  | SC Fives   | 1           |             |             |                       |                       | 0     | 0     |
| Sous-total | Sous-total | Sous-total  | +21         |             |                       |                       | 21    | 0     |
| 1935-1936  | Amiens AC  | 2           | 6           | 0           | 2                     | 0                     | 8     | 0     |
| Sous-total | Sous-total | Sous-total  | 6           | 0           | 2                     | 0                     | 8     | 0     |
| 1936-1937  | CA Paris   | 2           |             |             |                       |                       | 0     | 0     |
| Sous-total | Sous-total | Sous-total  |             |             |                       |                       | 0     | 0     |